# Terrorns hus
Terrorns hus är ett museum beläget på Andrássy út 60 i Ungerns huvudstad Budapest i närheten av metrostation Vörösmarty utca från 1896 på linje M1. 
Museet invigdes den 24 februari 2002. Museet innehåller material om Ungerns två odemokratiska regimer under 1900-talet, först den nazistiska under Tyskland och sedan den kommunistiska under Sovjetunionen. Museet är även en minnesplats för de som föll offer för dessa regimer, de som blev förhörda, torterades eller dödades.
Huset var huvudkvarter för båda regimerna, med fängelsehålor i källaren där man bland annat kan besöka cellen där Raoul Wallenberg satt en tid. Huset renoverades både invändigt och utvändigt innan museet öppnades.